# Thuriau
Pour les articles homonymes, voir Saint-Thuriau et Saint-Thurien.
Saint Thuriau est un évêque de Dol-de-Bretagne du VIIe siècle entre 733 et 749. Dénommé aussi Thuriau, Thuriaf, Thurian, Thurien, Thuriave, Thivisien, Thivisian, peut-être aussi Thivisiau (contesté pour cette dernière graphie), s'il ne fait pas partie des sept saints fondateurs bretons, saint Thuriau fait partie toutefois de la douzaine de saints bretons nationaux dont le culte est répandu dans l'ensemble de la Bretagne.
Il est fêté le 13 juillet par les Églises catholique et orthodoxe.

## Biographie semi-légendaire
Saint Thuriau naquit de parents nobles et riches, auprès du monastère de Lanvollon. Ce monastère était de la dépendance de celui de Dol.
Il s'achemina du côté de Dol, et s'étant égaré, il fut rencontré par un homme charitable, qui le mena chez lui, et lui donna ses troupeaux à garder. Mais comme le saint enfant avait voué au Roi des siècles un service plus essentiel, il voulut, pour s'en rendre capable, être instruit dans les lettres. Un ecclésiastique, qu'il pria de lui en tracer les caractères sur des tablettes, lui rendit ce service. Il les eut bientôt appris, de même que la grammaire et les éléments de la langue latine. Il y joignit la science du chant, qu'il affectionnait d'autant plus, qu'il avait une voix éclatante et mélodieuse. Le goût qu'il prenait à l'employer, à faire retentir de tous côtés les louanges de Dieu, lui donna lieu d'être connu de l'évêque de Dol, nommé Thiarmail ou Armael, qui, touché des excellentes qualités qu'il trouva dans cet enfant, l'adopta pour son fils, l'emmena à Dol, lui donna tous ses soins, et lui enseigna les lettres sacrées. Les progrès de ce jeune disciple furent si grands, que l'évêque ne trouva pas de difficulté à l'ordonner prêtre et à le mettre à la tête du clergé de son Église pour le remplacer comme évêque de Dol.
Peu de temps après l'ordination de Thuriau, un seigneur du pays, nommé Rivallon mit le feu dans un monastère de la dépendance de l'évêché, distant de 7 à 8 lieues de Dol. On vint aussitôt annoncer à Thuriau que l'église, les livres sacrés, les ornements et les vases précieux avaient été pillés ou réduits en cendres ; il n'y eut que le missel qui fut épargné par miracle. Pénétré de douleur, il prit avec lui 12 de ses religieux, et se rendit à pied chez Rivallon, au lieu nommé Kanfrut ou Lan-Kafrut, qui paraît être le même que celui où cet homme violent venait de brûler le monastère. Rivallon, en le voyant, se sentit touché de repentir et, se jetant tout tremblant à ses pieds, lui fit des offres si avantageuses pour la réparation du mal qu'il avait commis, que Thuriau, qui ne cherchait que sa conversion, ne lui refusa pas le remède de la pénitence. Thuriau, satisfait, retourna dans son Église, et Rivallon, aidé des princes du pays, répara au septuple tout le dommage qu'il avait causé, à quoi il employa les 7 années de pénitence que son prélat lui avait imposées.
On rapporte qu'il opéra plusieurs guérisons miraculeuses et qu'il rappela à la vie la fille unique d'un seigneur du pays, après s'être mis en prière avec tout son clergé. Une enluminure de Legenda aurea de J. de Voragine représente cette scène.
Saint Thuriau, après avoir rempli tous les devoirs d'un bon pasteur, mourut saintement, dans un âge très avancé, le 13 juillet 749, et son corps fut enterré dans son église cathédrale. Il a été depuis transporté à Paris, à l'époque où les Normands ravageaient la Bretagne, et déposé dans l'Église Saint-Germain-des-Prés, qui l'a conservé jusqu'en 1793, époque à laquelle il a été détruit. Une autre partie de son corps, conservé dans la cathédrale de Chartres aurait également disparu pendant la Révolution française.

## Son culte et ses traces dans la Bretagne actuelle

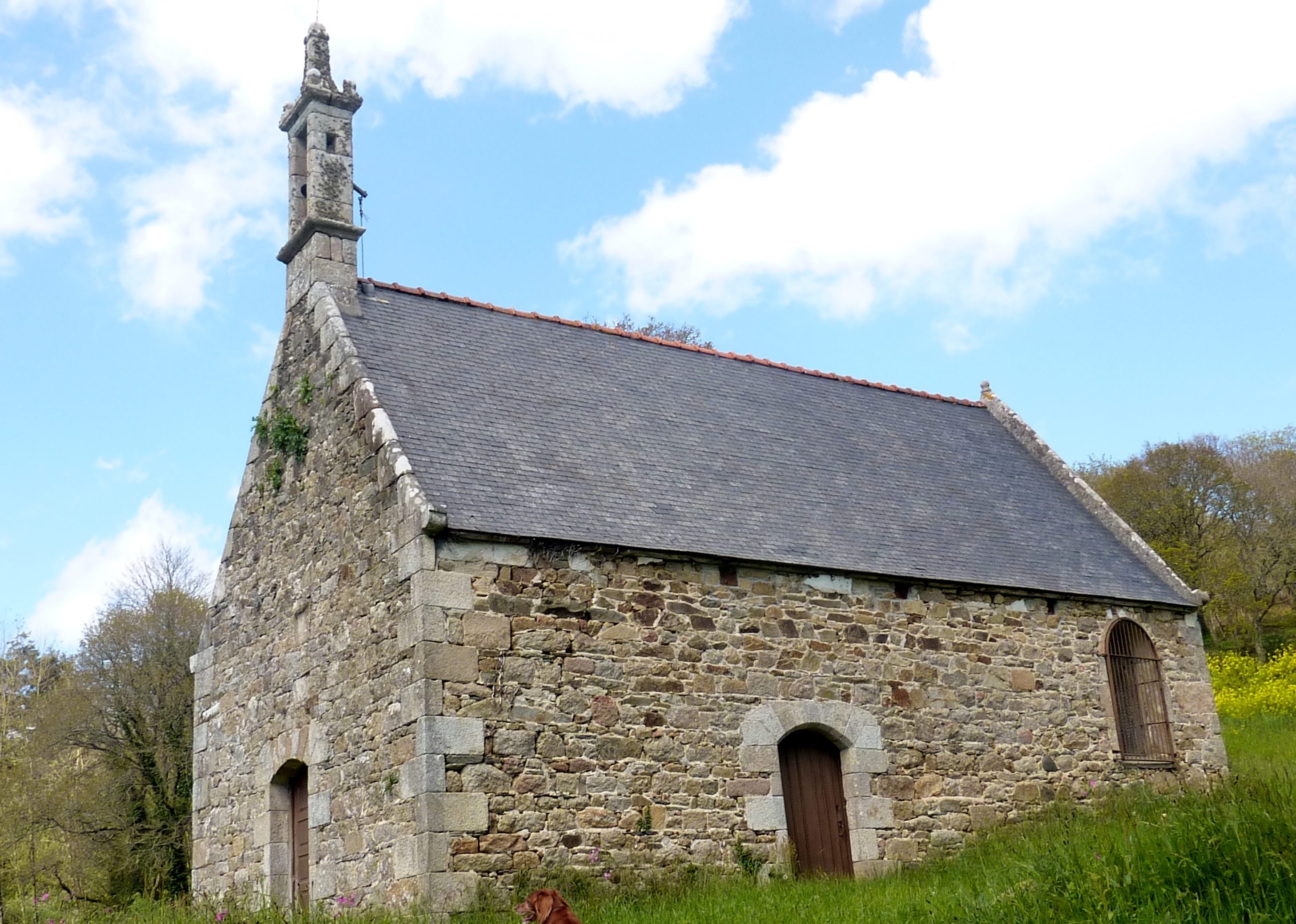
La chapelle Saint-Thurien (située à 5 km à l'ouest de la ville de Lannion, dans la vallée de Goas Lagorn).

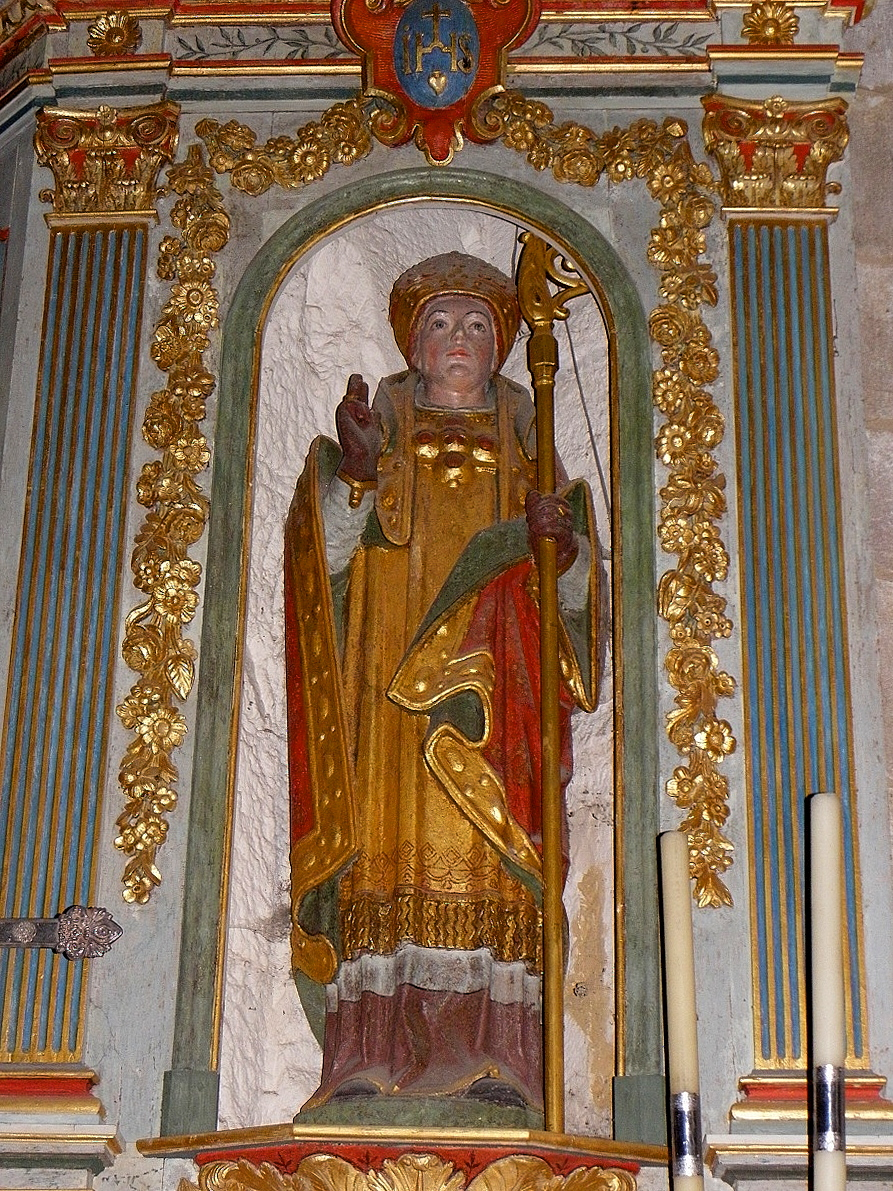
Statue de saint Thurien dans l'église Saint-Thurien de Plogonnec (Finistère).

L'évêché de Dol ayant beaucoup d'enclaves dans l'ancienne Domnonée, le long des côtes de la Manche, on s'explique que le culte de saint Thuriau se soit répandu en Bretagne. Dans le diocèse de Quimper, trois églises paroissiales lui sont dédiées: Landivisiau, Plogonnec et Saint-Thurien. D'autres localités bretonnes portent son nom: Saint-Thuriau (Morbihan), Saint-Thurial (Ille-et-Vilaine), Saint-Thurien (Finistère). Il existe aussi un Saint-Thurien dans le département de l'Eure.
L'église paroissiale de Plogonnec (Finistère) est dédiée à saint Thurien. Dans la localité de Saint-Thuriau (Morbihan), l'église paroissiale dite église Saint-Thuriau (XVIIe siècle), restaurée en 1878 (partie ouest de la nef et clocher), la vie de saint Thuriau est racontée en 18 tableaux sur la voûte lambrissée décorée par un peintre italien en 1779.
Dans la cathédrale Saint-Samson de Dol-de-Bretagne, sur l'autel de saint Gilles et saint Roch, un bas-relief représente saint Thuriau bénissant Rivallon.
La chapelle Saint-Vizias (ou Saint-Visias, ou Saint-Vizio) [le nom est probablement une déformation locale de saint Thuriau] en Guiclan lui est aussi consacrée.
À Plougoumelen, au hameau de Lestreviau, se dresse une chapelle dédiée à Saint Turiau. Elle contient deux statues du saint ; l'une en bois est classée, l'autre est en plâtre.

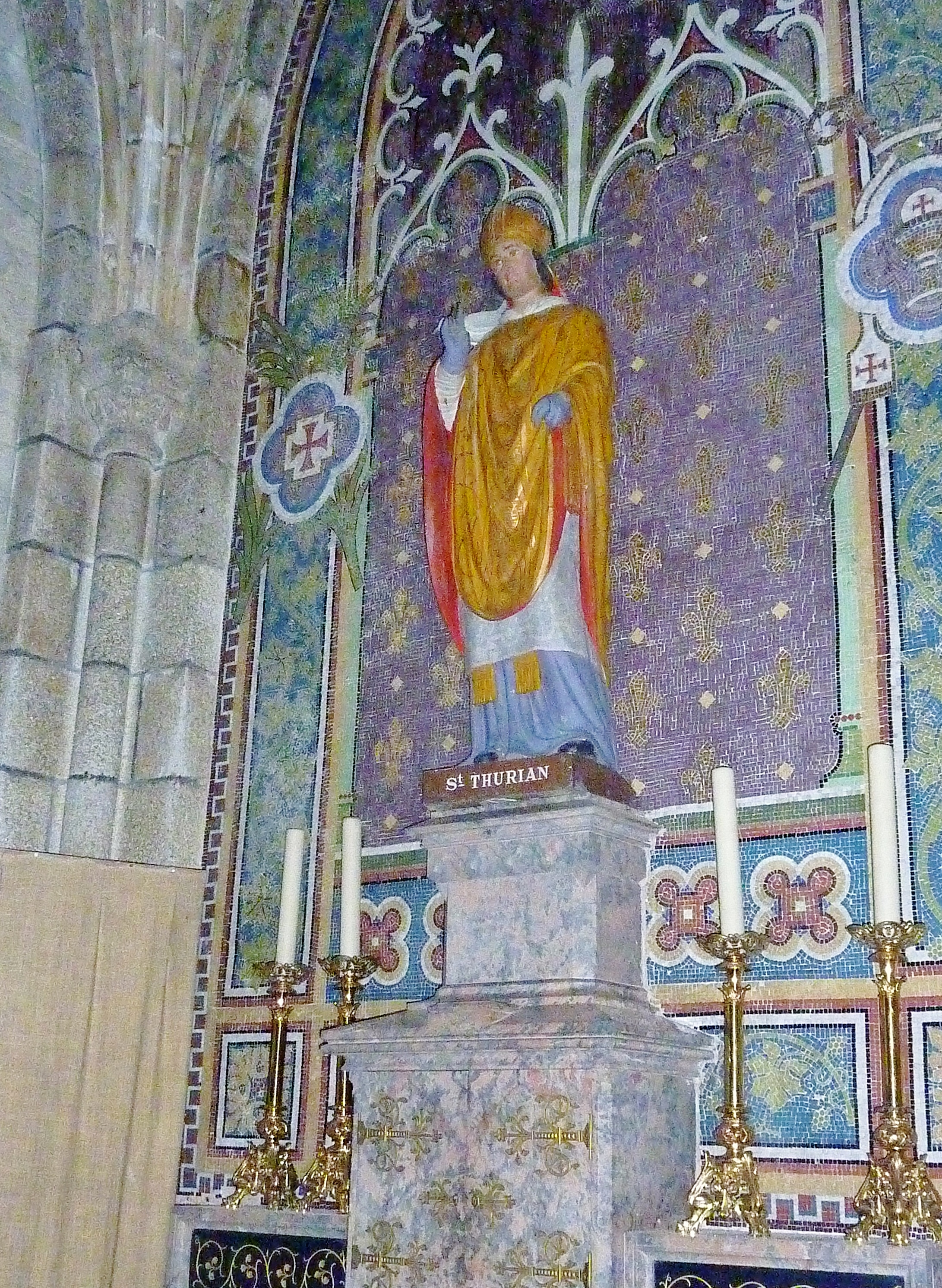
Statue de saint Thurian (saint Turiau), basilique Notre-Dame-de-Délivrance de Quintin.

Des statues représentant saint Thuriau existent dans les églises de Lanvollon (Côtes-d'Armor), de Plogonnec (Finistère) et dans la basilique Notre-Dame-de-Délivrance de Quintin.
Un vitrail représente saint Thuriau dans la chapelle Saint-Thuriau à Saint-Barthélemy (Morbihan).
À Crac'h (Morbihan), l'on peut voir le chapeau de saint Thuriau, en fait un dolmen. Un dicton rapporte depuis des temps immémoriaux que saint Thuriau, à la faveur d'un déplacement, avait perdu lors d'une tempête son « chapeau » entre Carnac et Crac'h. Un fort vent vint le poser en ce lieu. La tradition populaire en a fait une expression : « C'est un vent à déchapeauter saint Thuriau »[réf. nécessaire].
Dans le Trégor, une rivière porte le nom de Saint-Ethurien sur la commune de Vieux-Marché.
À Landivisiau, la fontaine Saint-Thivisiau, située en contrebas de la place de l’église, en prenant la rue saint Thivisiau, on découvre la fontaine en bas de quelques marches suivie d’un lavoir tout en longueur. Le lavoir est couvert d’une verrière à deux pans montée sur de fins poteaux en fer formant ainsi un passage couvert qui mène à la bibliothèque municipale Xavier Grall. À la tête de la fontaine, dix panneaux sculptés en kersanton de style gothique sont encastrés dans le mur et sont visibles de près. Leur origine n'est pas documentée. L’un représente un ange tenant un écusson pour la moitié Tournemine et l’hypothèse que l’on rencontre le plus couramment est celle de fragments provenant du tombeau de François de Tournemine. Des doutes existent toutefois concernant l'assimilation de saint Thivisiau à saint Thuriau, il pourrait s'agir d'un autre saint, saint Guiziau, dit aussi saint Vizio.

## Sources
La plupart des manuscrits relatifs à saint Thuriau sont conservés à la Bibliothèque nationale de France, mais une Vita ("texte de Clermont") est conservée dans un manuscrit conservé à la bibliothèque du patrimoine de Clermont Auvergne Métropole sous la cote MS 149, fol. 66v-69. D'après François Duine, l'église de Clermont utilise au XIIIe siècle ce texte qu'on ne connaît pas à Paris, qu'on ne connaît plus à Dol, et qui aurait été réalisé à partir d'une copie bretonne du XIe – XIIe siècle.